# Ma quando arrivano le ragazze?
Ma quando arrivano le ragazze? è un film del 2005, diretto da Pupi Avati.

## Trama
Gianca è un sassofonista appassionato di jazz sin da piccolo, sulle orme del padre. Nick è un giovane talento della tromba appassionato di Clifford Brown.
I due si incontrano, fanno amicizia e formano un quintetto jazz. Gianca aiuta il neotrombettista Nick a colmare le sue lacune tecniche, finché questo non si rivelerà in tutto il suo talento.
In breve tempo però le strade dei due ragazzi si separano: Nick diventa un trombettista famoso in tutto il mondo ed in Gianca rimarrà sempre una legittima invidia nei confronti di Nick.

## Riconoscimenti
- David di Donatello 2005
  - Miglior musicista a Riz Ortolani
  - Candidatura per il miglior attore non protagonista a Johnny Dorelli
  - Candidatura per la miglior canzone originale "Ma quando arrivano le ragazze?" a Riz Ortolani